# Oques Grasses
Oques Grasses es un grupo de música creado en Cataluña, España. Su estilo musical es variado, pero se encuadra especialmente en el reggae-pop.

## Miembros
Está formado por siete miembros, la mayoría de los cuales han estudiado en la Escuela Superior de Música de Cataluña, excepto el cantante Josep Montero y el bajista Guillem Realp. Montero era el antiguo batería del grupo Nothimatis, y siempre había tocado con Arnau Tordera, que inicialmente formó parte del grupo, y que actualmente es miembro de Obeses. Inicialmente estuvo formado por Montero, Tordera y también Guillem Realp, Joan Borràs y Arnau Altimir, después se uniría el resto. Según Montero: «son gente que tienen muchos estudios, pero a la vez han sabido salir de toda la parte más técnica y han entrado en la parte de creatividad.», de hecho, el vocalista es el que firma todas las composiciones del grupo.

## Estilo
Su estilo musical es variado; de hecho, en su primer disco no tenían una gran definición, sino que apostaban por dejar de lado las etiquetas y desconcertar al público, con el cual conectan durante sus actuaciones en directo. Afirman que hacen «reggae casero» y, de hecho, se encuadran más en este género con toques de música pop, lo cual se ha hecho más presente especialmente en su segundo disco. Sus canciones, tal como lo afirman, acostumbran a ser creadas de forma sencilla, con hechos y sucesos de su vida cotidiana,  explican sus vivencias, como si hablaran con un amigo.

## Trayectoria
El grupo se formó en 2010, pero no se dieron a conocer al gran público hasta el lanzamiento de su primer disco Un dia no sé com el año 2012, que editaron y publicaron ellos mismos. Decidieron lanzar su segundo disco, Digue-n'hi com vulguis con el sello discográfico Chesapik, en el cual mantuvieron especialmente su estilo reggae a cinco de las canciones, y exploraron otras en el resto. El mismo año, ganaron el premio Enderrock al grupo revelación del año según la votación popular. A continuación, llevaron a cabo una gira para presentar sus nuevas canciones, la cual finalizó en Barcelona, y fue un éxito de asistencia. Así mismo, actuaron al SummerFest de Milwaukee el 26 de junio y en el SummerStage Festival al Central Park de Nueva York, el 28 de junio de 2014. Por otro lado, su canción Así es tu Navidad fue la escogida como tema del periodo navideño de Tv3 y Catalunya Ràdio el mismo año.
En su segundo disco, el grupo grabó un videoclip para todas las canciones, porque, según afirman, «todas las canciones son importantes, no sólo una.» De lo contrario, a pesar de estar a la venta, las canciones de los grupos también se pueden descargar de forma gratuita a su página web o ver los vídeos a través de su canal de Youtube. El 26 de marzo de 2015 recogieron el premio Enderrock a mejor videoclip por Sexy, a pesar de que habían recibido cinco nominaciones en los premios.
Sin duda, han tenido un gran éxito desde su nacimiento, tal como lo demuestra la gran cantidad de conciertos, con gran afluencia de público, que han hecho en todo Cataluña, muchos de los cuales son de asistencia gratuita, con actuaciones al Canet Rock o ejerciendo de uno de los grupos que abrieron el Griego 2015, también han actuado en la Comunidad Valenciana, así como conciertos al exterior, como Londres, Gales y Nueva York. El 1 de junio anunciaron la publicación de su nuevo disco por mayo de 2016, avanzando algunas canciones gradualmente, que incorporarán a varias actuaciones y a su segunda gira el 2015, denominada Living in the Hol·les.
El año 2016 publican su tercer disco, Youponi, que presentaron a la Sala Salamandra el 30 de abril y que desconcierta al público rompiendo con estereotipos, lanzando ideas epicúreas o cantando, incluso, sin un mensaje claro que roza lo surrealista. Sin embargo, su música festiva y familiar consigue conectar estrechamente con el público.
El año 2019 publican su siguiente disco, Fans del Sol, en invierno, con canciones igualmente alegres, más críticas y con sutiles melancolías.
El siguiente disco del grupo fue publicado en 2021 y se titula A Tope Amb La Vida y como es costumbre en el grupo posee canciones muy diversas.

## Discografía
- 2012: Un dia no sé com
- 2014: Digue-n'hi com vulguis
- 2016: You Poni
- 2019: Fans del Sol
- 2021: A Tope Amb La Vida
- 2024: Fruit del deliri

## Colaboraciones
- 2015: Colaboran con la canción "Bananeras" del disco Revulsiu de La Pegatina
- 2015: Colaboran con la versión "Camins" de Obrint Pas junto con ZOO
- 2020  Colaboran con la canción "The Bright Side" junto con Stay Homas
- 2025 Colaboran en la pelicula"También esto Pasará" con la canción "La Gent Que Estimo"